# 12492 Танаїс
12492 Танаїс (12492 Tanais) — астероїд головного поясу, відкритий 3 травня 1997 року.
Тіссеранів параметр щодо Юпітера — 3,295.